# تأثيرات الكحول طويلة الأمد
تتراوح الآثار طويلة الأمد لاستهلاك الكحول (الإيثانول) من الفوائد الصحية الوقائية للقلب للذين يستهلكونه بمعدلات منخفضة إلى معتدلة في المجتمعات الصناعية ذات معدلات أمراض القلب والأوعية الدموية  المرتفعة إلى الآثار الضارة في حالات معاقرة الكحول المزمنة. تشمل الآثار الصحية المترتبة على تعاطي كميات كبيرة من الكحول ارتفاع خطر إدمان الكحول، سوء التغذية، التهاب البنكرياس المزمن، مرض الكبد الكحولي، والسرطان. بالإضافة إلى هذا، يحدث تلف الجهاز العصبي المركزي والجهاز العصبي الطرفي من معاقرة الكحول المزمنة. الاستخدام طويل الأمد للكحول قادر على إتلاف كل أعضاء وأجهزة الجسم تقريبًا. أدمغة المراهقين في طور النمو تتأثر بشدة للآثار السامة للكحول. بالإضافة إلى هذا، فأدمغة الأجنة المتطورة معرضة للتأثر أيضًا، ويمكن أن يصاب الجنين بمتلازمة الجنين الكحولي (FASDs) لو كانت الأم تعاقر الكحول.
العلاقة العكسية في الحضارة الغربية بين معاقرة الكحول وأمراض القلب والأوعية الدموية مثبتة منذ أكثر من قرن. لا يحبذ العديد من الأطباء استخدام الكحول، إلا أن البعض يقترح استخدامه كدواء ترفيهي، مع تعزيز الرياضة والتغذية الجيدة لمقاومة أمراض القلب والأوعية الدموية، اعتبارًا لبعض فوائده الصحية. يجادل البعض بشأن زيادة المخاطر المرتفعة للاستخدام المتوسط للكحول مثل الإصابات، والعنف، وتدمير الجنين، وأمراض الكبد، وبعض أنواع السرطانعن فوائده.
آثار انسحاب الكحول والاعتماد عليه مطابقة قريبًا. مستويات الكحول المتوسطة لها آثار سلبية وإيجابية. تشمل الآثار السلبية ارتفاع مخاطر الإصابة بأمراض الكبد، سرطان الفم والبلعوم، سرطان المريء، والتهاب البنكرياس. وعلى النقيض، فإن الاستهلاك المتوسط للكحول له تأثير مفيد ضد التهاب المعدة وحصوات المرارة. من بين كل الوفيات التي تحدث نتيجة استهلاك الكحول، فإن الأغلبية تحدث بين متوسطي الاستخدام بدلًا من كثيفي الشرب الين يمثلون أقلية. كما أن اساءة استخدام الكحول المزمن له آثار عقلية وبدنية خطيرة. فالإفراط في تعاقر الكحول، أو الإدمان عليه، يؤدي إلى مدىً واسع من الأمراض النفسية والعصبية، أمراض الكبد، والأورام السرطانية. تشمل الاضطرابات النفسية المتعلقة بإدمان الكحول الاضطراب الاكتئابي، الاكتئاب الجزئي، الهوس الخفيف، الهوس، اضطراب الهلع، اضطراب القلق العام، الرهاب، اضطراب الشخصية، الفصام، الانتحار، والاضطرابات العصبية (مثل قصور الذاكرة العاملة، الشعور، الوظائف التنفيذية، قدرات الإبصار الفراغية، طريقة المشي، التوازن). يرتبط إدمان الكحول بارتفاع ضغط الدم، مرض القلب التاجي، السكتة الدماغية، سرطان الجهاز التنفسي، وأيضاً الجهاز الهضمي، الكبد، الثدي، والمبايض. كما يرتبط الشرب الكثيف بأمراض الكبد، مثل تشمع الكبد. كما أن استهلاك الكحول الزائد عن الحد لديه أثر سلبي على التقدم بالعمر.
تركز الدراسات الحديثة على فهم الآلية التي من خلالها يفيد الاستخدام المعتدل للكحول القلب والأوعية الدموية.

## الكمية القصوى الموصى باستخدامها

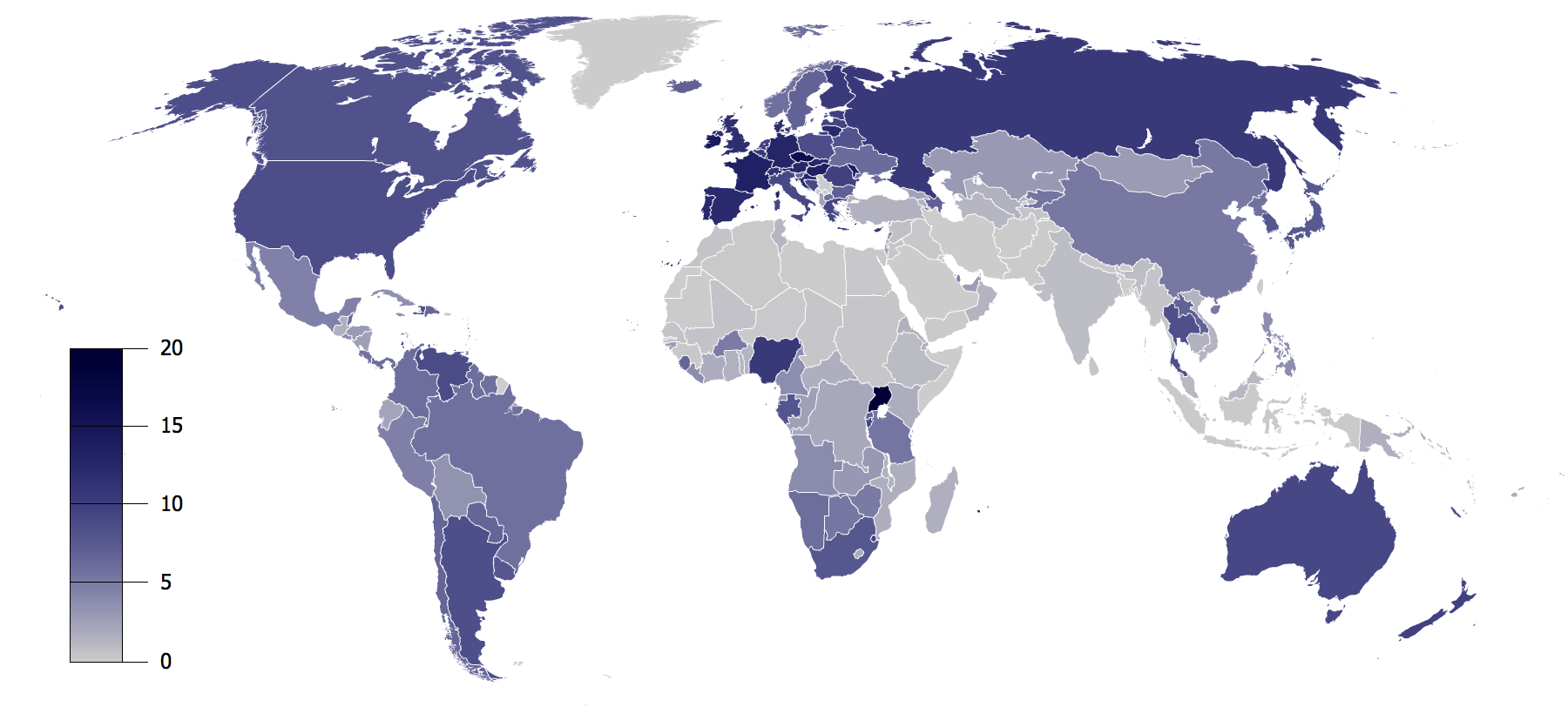
الاستهلاك الكلي للكحول لكل رأس(15+), باللتر للكحول النقي

توصي مختلف الدول بكميات مختلفة للاستخدام الأقصى للكحول. بالنسبة لمعظم الدول، الكمية القصوى لتناول الكحول للرجال تترواح من 84جم إلى 140جم في الأسبوع. كما توصي معظم الدول بالامتناع التام أثناء الحمل والرضاعة.

## الوفيات المتعلقة بالكحول

سنوات العمر المعدلة حسب الإعاقة لاضطرابات شرب الكحول لكل 100,000 من السكان في 2004.
no data
less than 50
50–150
150–250
250–350
350–450
450–550
550–650
650–750
750–850
850–950
950–1050
more than 1050

يسبب فرط تناول الكحول العديد من الوفيات على مستوى العالم. وُجد أن العدد الإجمالي للوفيات من شرب الكحول يكاد يكون مماثلًا للإعاقة الجسدية. وجدت مراجعة في 2009 أن "التأثير الصافي لشرب الكحول مضر، مع تقدير 3.8% من الوفيات العالمية و4.6% من سنوات العمر المعدلة حسب الإعاقة العالمية تُعزى إلى الكحول"."
أظهرت الأبحاث الشاملة في الحضارة الغربية ارتفاع معدلات البقاء على قيد الحياة مع الاستهلاك الخفيف إلى المعتدل للكحول. دراسة مستقبلية ذات 23 عام أُجريت على 12000 طبيبتتراوح أعمارهم من 48 إلى 78 سنة بالمملكة المتحدة أظهرت أن العدد الإجمالي للوفيات انخفض بشكل ملحوظ بين شاربي الكحول الحاليين بالمقارنة بغير الشاربين حتى بعد أخذ الشاربين السابقين في الاعتبار. الفائدة العظمى كانت في مصلحة أمراض القلب الإقفارية، ولوحظت أيضًا في أمراض الأوعية الدموية والجهاز التنفسي. معدلات الوفيات بين الشاربين الحاليين كانت من نصيب المصابين بالأمراض القابلة للزيادة بسبب شرب الكحول مثل أمراض الكبد وسرطان الفم، لكن هذه الوفيات كانت أقل من الوفيات الناتجة عن أمراض القلب والأوعية الدموية والجهاز التنفسي. وُجد أن أقل نسبة وفيات كانت عند شرب من 8 إلى 14 وحدة في الأسبوع. تحتسب الوحدة في المملكة المتحدة بحوالي 10 مل أو 8 جم من الكحول النقي. كما زاد المعدل الإجمالي للوفيات كلما زاد الاستهلاك، لكن ظل أقل من المعدل الخاص بغير المستهلكين. وجدت دراسات أخرى زيادة خطر الوفاة بالاعتماد على العمر للاستهلاك المنخفض إلى المعتدل للكحول: كارتفاع المخاطر للأفراد بأعمار من 16 إلى 34 سنة (لزيادة خطر الإصابة بالسرطان، الحوادث، أمراض الكبد، وعوامل أخرى)، مع انخفاض المخاطر للأفراد بأعمار فوق ال 55 (لانخفاض معدلات الإصابة بمرض القلب الاقفاري).
هذه الأبحاث تتماشى مع بحث آخر وجد علاقة منحنى يائي (J-CURVE) بين استهلاك الكحول ومعدل الوفيات الإجمالي بين الرجال متوسطي السن والكبار. بينما ترتفع معدلات الوفيات بشكل ملحوظ للشاربين السابقين والشاربين بكثافة، يمكن أن تنخفض معدلات الوفيات من جميع الأسباب بنسبة تتراوح من 15% إلى 18% بين معتدلي الاستهلاك.على الرغم من اختلاف تعريف الشرب بين الدراسات والأبحاث، إلا أن هذا التحليل التلوي للاستهلاك المنخفض للكحول، كما يُعرِف الشرب بشراب أو اثنين في اليوم للمرأة وشرابين إلى أربعة في اليوم للرجل. كما ارتبط بعدد وفيات أقل من الممتنعين عن الشرب. تم اعتراض هذا البحث بدراسة أخرى. وُجد في بعض الدراسات المنخفضة المستوى أن الشاربين العارضين أو الشاربين السابقين اعتبروا كممتنعين عن الشرب، مما زاد من عدد الوفيات في هذه المجموعة. إلا أن منحنى يائي للعدد الإجمالي للوفيات ووفيات أمراض الشرايين التاجية تم تأكيده بأخذ هذه العوامل المربكة في الاعتبار. يبدو أن هناك نقاش صغير حول تحديد نسبة الأفراد المصنفين كممتنعين عن الشرب أهم المعرضون لخطر أكبر من الوفاة بسبب الحالات المزمنة ولا يشربون أم هؤلاء الذين لا يستطيعون شرب الكحول لأسباب صحية أو بعض التفاعلات الدوائية.
الانخفاض الملحوظ في معدلات وفيات شاربي الكحول بنسبة خفيفة أو معتدلة مقارنةً بمن لم يسبق لهم الشراب يمكن أن يفسر جزئيًا بالحالة الصحية والاجتماعية لهذه المجموعة؛ إلا أن التأثير الوقائي للكحول في هذه المجموعة يبقى ملحوظًا حتى بعد ضبط هذه العوامل المربكة. بالإضافة لهذا، فإن بعض العوامل المربكة مثل عدم احتساب بعض حالات معاقرة الكحول قد تؤدي إلى بخس احتساب قلة عدد الوفيات بين شاربي الكحول بنسبة خفيفة أو معتدلة.
كما أكدت دراسة أُجريت في 2010 فائدة الاستهلاك المتوسط للكحول على معدل الوفيات. صُنف الأشخاص إلى ممتنعين عن الشرب، شاربين مُقلين، ومُعتدلين وشرهين. جاء ترتيب الوفيات من الأقل إلى الأعلى كالآتي: شاربين معتدلين ثم مُقلين ثم شرهين ثم الممتنعين. ارتفعت معدلات الوفيات إلى الضعف بين الممتنعين عن المعتدلين في الشرب. طبقًا لدراسة أخرى، الشاربون مع الإفراط في الشرب في بعض الأحيان (ست مشروبات أو أكثر في المرة) لديهم معدل نسبة تفوق 57% من الوفيات من جميع الأسباب عن الشاربين دون الإفراط في بعض المناسبات.
عدد الوفيات هو الأقل بين الممتنعين عن الشرب الصغار في السن. والأعلى بين الشاربين الشرهين صغار السن.
وعلى النقيض من دراسات الحضارة الغربية، الأبحاث في الحضارات الأخرى أثمرت عن بعض النتائج المغايرة. فقد أسفرات دراسة INTERHEART الشهيرة أن استهلاك الكحول في شعوب جنوب آسيا لا يحمي من أمراض القلب التاجية على النقيض من الشعوب الأخرى التي تستفيد منه. ففي الحقيقة، الهنود الآسيويين الذين يشربون الكحول لديهم خطر أعلى بنسبة 60% للإصابة بالنوبت القلبية والتي تزيد إلى (80%) مع المشروبات الروحية المحلية عن المشروبات الروحية ذات العلامة التجارية (50%). كما لوحظ الضرر في المُعاقرين العرضيين والمُقلين، المعتلدين والشرهين كذلك.
أكدت أيضًا إحدى الدراسات الأخرى الكبيرة والتي أُجريت على 4465 شخص بالهند على الضرر المحتمل للإصابة بأمراض القلب التاجية في الرجال. فبأخذ الممتنعين عن الشرب طوال الحياة بالمقارنة، فالمُعاقرين لديهم مستوى أعلى من سكر الدم (2 mg/dl)، وضغط الدم (2مم زئبق) ومستوى أعلى من البروتينات الدهنية عالية الكثافة (HDL-C)(2MG/DL)، واستخدام أعلى للتبغ (63% مقابل 21%).
تجمع العديد من الدول الإحصائيات حول الوفيات المتعلقة بالكحول. بينما تجمع بعض الفئات المعلومات المتصلة بالآثار قصيرة الأمد، مثل الحوادث، والعديد يجمع الإحصائيات المتعلقة بالآثار طويلة الأمد.

### روسيا
تزعم إحدى الدراسات أن " فرط معاقرة الكحول في روسيا، خاصةً من قبل الرجال، كان سببًا في أكثر من نصف الوفيات لمن تترواح أعمارهم بين 15 إلى 54 سنة في سنوات قليلة"". وعلى الرغم من ذلك، كانت هناك بعض العيوب في هذه الدراسة. فعلى سبيل المثال وجدت هذه الدراسة تأثيرًا وقائيًا للشرب الكثيف ضد سرطان الثدي. وهذا يعارض الرأي العلمي المثبت أن الكحول يزيد من خطر الإصابة بسرطان الثدي. وعلى هذا الاعتبار في مراسلات أخرى نُصح بالتفسير الدقيق لإحصائيات الوفيات نتيجة شرب الكحول، مع الأخذ في الاعتبار عوامل الخطر المتصلة بمعدلات الإصابة والبقاء على قيد الحياة.
كان رد الباحثين " بغض النظر عما إذا كان النقص في عدد وفيات سرطان الثدي جراء شرب الكحول صحيحًا أم لا، فإنه يمثل حوالي 0.1% فقط من وفيات البالغين في روسيا. لذا فإن هذا التفسير الدقيق ليس له أهمية كبيرة بالنسبة لعدد وفيات شرب الكحول وعدد الوفيات الإجمالي.

### المملكة المتحدة
أظهر تقرير حكومي في بررطانيا أن هناك 8724 حالة وفاة متعلقة بالكحول في 2007، أقل من 2006، لكن أكثر من ضعف 4144 حالة والمسجل في عام 1991. معدل الوفيات المتعلقة بالكحول كان 13.3 لكل 100,000 نسمة في 2007، بالمقارنة ب6.9 لكل 100,000 نسمة في 1991. في سكوتلاندا، قدرت خدمة الصحة الوطنية عام 2003 أن حالة من كل 20 حالة وفاة يمكن أن تُعزى إلى تناول الكحول. أشار تقرير عام 2009 أن معدل الوفيات من الأمراض المتعلقة بشرب الكحول كان 9,000، متضاعفًا ثلاث مرات لما كان عليه الرقم قبل 25 عامًا.
وصل تقرير في المملكة المتحدة إلى هذه النتيجة وهي أن آثار شرب الكحول بنسبة خفيفة إلى معتدلة على معدل الوفيات يعتمد على العمر. شرب الكحول بنسبة خفيفة إلى معتدلة يرفع خطر الوفاة للأفراد [أعمار السادسة عشر إلى الرابعة والثلاثين (لارتفاع خطر الإصابة بالسرطان، الحوادث، أمراض الكبد، وعوامل أخرى) لكن يقلل من خطر الوفاة للأفراد بأعمار تفوق الخامسة والخمسين (لانخفاض خطر الإصابة بمرض الدم الإفقاري).
أظهرت دراسة أخرى في المملكة المتحدة أن الكحول يتسبب في حوالي 4% من حالات السرطان في المملكة المتحدة (12,500 حالة في السنة).

### الولايات المتحدة
أقر مركز السيطرة على الأمراض والوقاية منها أنه «بين عام 2001 و2005 كانت هناك حوالي 79,000 حالة وفاة في العام بسبب الإفراط في شرب الكحول». في الحقيقة، يعتبر اللإفراط في شرب الكحول السبب الثالث بين أهم أسباب الوفاة المتصلة بأسلوب الحياة في الولايات المتحدة كل عام. قدرت دراسة عام 1993 وفيات الولايات المتحدة بسبب الكحول بحوالي 100,000.
قدر تقرير آخر لمركز السيطرة على الأمراض والوقاية منها عام 2011 أن الاستهلاك المعتدل والمفرط للكحول أدى إلى 75,754 حالة وفاة في الولايات المتحدة عام 2001. لكن باعتبار بعض فوائد الاستهلاك الخفيف للكحول، فإن النسبة الصافية للوفيات نتيجة استهلاك الكحول كانت 59180 حالة.

## طول العمر
في دراسة طويلة الأمد على كبار السن عام 2010، تم تأكيد فوائد الشرب المعتدل. بينما أظهر الممتنعين عن الشرب وكثيفي الشرب زيادة في معدل الوفيات بمقدار 50% أعلى من المعتدلين في الشرب بعد اعبار العوامل المربكة.
أظهرت بعض الدراسات على الحيوانات زيادة في معدل الحياة بالتعرض للكحول. استخدمت دودة الربداء الرشيقة كنموذج لأمراض الشيخوخة والأمراض المتعلقة بها. تضاعف معدل عمر هذه الدودة حينما غٌذيت على حوالي 0.005% من الإيثانول، لكن لم يرتفع عند تركيزات أعلى. تغذية النماذج العطِشة بالبروبانول والبيوتانول مدّد أيضًا من معدل العمر.

## جهاز القلب والأوعية الدموية
في تحليل تلوي ل34 دراسة وُجد انخفاض خطر الوفاة من مرض القلب التاجي بين الرجال الذين يشربون من مشروبين إلى أربعة في اليوم والنساء الشاربين لكوب أو اثنين في اليوم. كما وُجدت بعض الخواص المضادة للتجلط للكحول. فقد وُجد أن نسبة الخثار أقل بين الشاربين المعتدلين عن الممتنعين عن الشرب. وجد تحليل تلوي لبعض التجارب العشوائية أن استهلاك الكحول باعتدال يقلل من معدلات الفيبرينوجين بالدم، وهو بروتين محفز لتكوين الجلطة، بينما يزيد مستوى منشط البلازمينوجين، وهو إنزيم يساعد على تحلل الجلطات. هذه التغيرات قدرت انخفاض خطر الإصابة بمرض القلب التاجي بحاولي 24%. تحليل تلوي آخر عام 2011 أظهر تغييرات ايجابية في مستويات ال HDL، الكوليسترول، الأديبونكتين، والفيبرينوجين المتعلقة بشرب الكحول باعتدال.
كان أيضًا مستوى البروتين c التفاعلي (CRP)، وهو مؤشر للالتهاب وعلامة تنبؤ لخطر الإصابة بمرض القلب التاجي، منخفضًا في الشاربين باعتدال عن الممتنعين عن شرب الكحول، مما يرجح أن شرب الكول له آثار مضادة للالتهاب.
على الرغم من الأدلة الوبائية، حذر العديد من استخدام الكحول بداعي الفوائد الصحية. صنف أحد الأطباء بمنظمة الصحة العالمية مزاعم شرب الكحول تلك بالسخف والخطر. وأشار أحد المنتقدين إلى أنه " على الرغم من كثرة بيانات الرصد، إلا أنه ليس جليًا أن الكحول يقلل من خطر الإصابة بأمراض القلب والأوعية الدموية، لعدم إجراء تجارب مُحكمه عشوائية. لذا، لايجب أبدًا النصح باستهلاك الكحول للمرضى للتقليل من خطر أمراض القلب والأوعية الدموية كبديل عن الحميات والرياضة والأدوية المثبت فعاليتها. الفوائد الصحية للكحول في أحسن الأحوال قابلة للنقاش وقد يُبالغ فيها من قبل شركات الأدوية. تمسك بعض المحققين بوجوب وصف الكحول كدواء ترفيهي مع وجود آثار سلبية محتملة ولا يجب الترويج لاستخدامه كتدبير وقائي للقلب.
ومع ذلك، فإن دراسة كبيرة مستقبلية غير عشوائية أظهرت أن الاستهلاك المعتدل للكحول في الأفراد المعرضين بالفعل لخطر منخفض استنادًا لمؤشر كتلة الجسم والنشاط البدني، والتدخين، والنظام الغذائي، أظهر مزيدًا من التحسن في خطر الإصابة بأمراض القلب والأوعية الدموية. وعلاوةً على ذلك، فقد وجدت دراسة عشوائية متعددة المراكز للحمية نُشرت عام 2013 أن نظام شعوب البحر الأبيض المتوسط الغذائي، المحتوي على تناول النبيذ اليومي للشاربين المعتادين، أدى إلى انحفاض هائل في حالات مرضى القلب واللأوعية الدموية.

### مرض الشرايين الطرفية
وجدت دراسة مستقبلية نشرت عام 1997 أن "الاستهلاك المعتدل للكحول قد يقلل من خطر الإصابة بأمراض الشرايين الطرفية بين الرجال الأصحاء. في دراسة كبيرة معتمدة على السكان، رتناسب الاستهلاك المعتدل للكحول عكسيًا مع مرض الشرايين الطرفية في النساء لا الرجال. لكن مع أخذ عامل التدخين بالاعتبار، شملت هذه الزيادة الرجال. استنتجت الدراسة علاقة عكسية بين استهلاك الكحول ومرض الشرايين الطرفية في غير المدخنين من الرجال والنساء."

### العرج المتقطع
وجدت إحدى الدراسات أن الاستهلاك المعتدل للكحول له تأثير وقائي ضد العرج المتقطع. كانت أقل الأخطار من نصيب الرجال الذين يشربون من مشروب إلى اثنين في اليوم والنساء الذين يشربون من نصف إلى مشروب في اليوم.

### النوبات القلبية والسكتة الدماغية
وجد أن الشرب باعتدال قد ساعد هؤلاء الذين أصيبوا بنوبات قلبية ونجوا منها. إلا أن الإفراط في شرب الكحول يؤدي إلى ارتفاع خطر الإصابة بقصور القلب. اُستنتج أن المستوى المثالي للتأثير الوقائي هو نصف مشروب من الكحول. إلا أنه لا يوجد حتى الآن دراسات عشوائية لتأكيد الدليل بخصوص الدور الوقائي للكيات القليلة من الكحول ضد الإصابة بنوبات القلب. ومع ذلك، ارتبط الاستهلاك المعتدل للكحول بارتفاع ضغط الدم. كما يزيد خطر الإصابة بارتفاع مستوى الترايجلسرايد بالدم، اعتلال عضلة القلب، ارتفاع ضغط الدم، والسكتة الدماغية عند تناول 3 مشروبات كحولية أو أكثر باليوم.

### اعتلال عضلة القلب
شرب الكحول بكميات كبيرة على المدى الطويل يؤدي إلى اعتلال عضلة القلب الكحولي. كما وُجد أن اعتلال القلب الكحولي يتقدم في صورة مماثلة سريريًا لاعتلال عضلة القلب التوسعي مجهول السبب، شاملًا تضخم عضلة القلب الذي قد يؤدي إلى قصور القلب الاحتقاني.

### أمراض الدم
السُكارى لديهم أنيميا لأسباب مختلفة،; كما يكون لديهم أيضًا قلة الصفيحات من التأثير السام المباشر علىالخلايا النقيية العرطلية، أو من فرط نشاط الطحال.

### الرجفان الأذيني
يرفع شرب الكحول من خطر الرجفان الأذيني، وهو نوع من الإيقاع الغير منتظم للقلب. وهذا لايتغير حتى مع الاستهلاك المعتدل للكحول.

## الجهاز العصبي

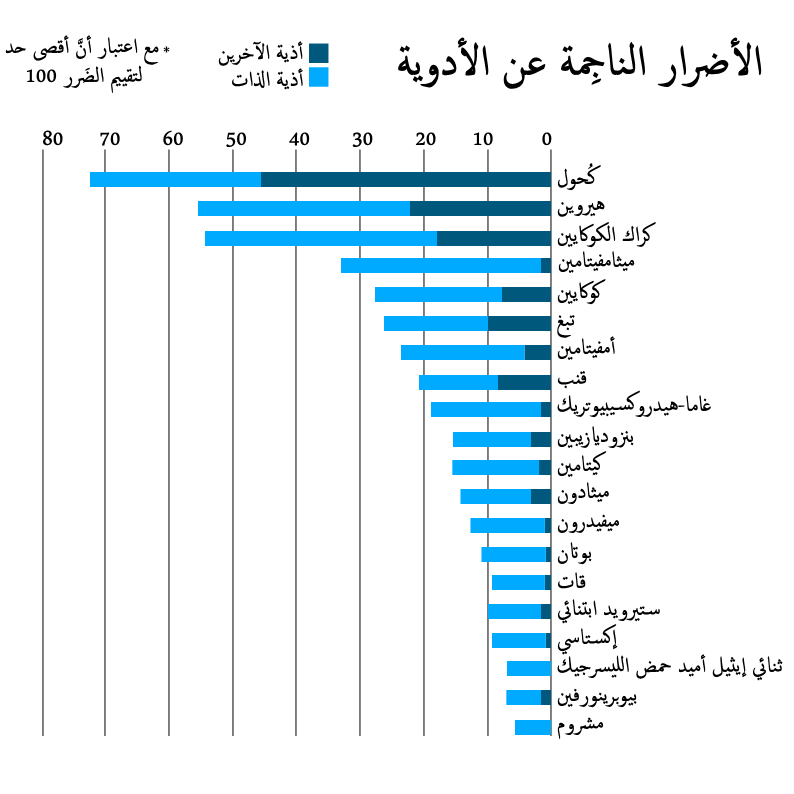
نتائج دراسة ISCD لعام 2010 تُظهر النسبة بين نوع المُخدر والضرر المُرتبط به. بقياس نسبة الضرر الذاتي والضرر للآخرين نَتج أن الكحول هو أكثر أنواع الإدمان ضرراً بنسبة 72%.

يُعيق شرب الكحول الكثيف المزمن من نمو المخ، ويسبب الخرف الكحولي، وتلف الدماغ، والاعتماد الجسدي، واعتلال الأعصاب الكحولي (المعروف أيضًا ب«الساق الكحولية»)، كما يزيد الاضطرابات النفسية والعصبية والإدراكية وتشويهكيمياء المخ. في الوقت الحاضر، نظرًا لفقر طرق ومناهج الدراسة، فالمواد المتاحة لدينا غير حاسمة حول ما إذا كان الاستهلاك المعتدل للكحول يرفع خطر الإصابة بالخرف أو يقلل منه. رجحت بعض البحوث أدلة للتأثير الوقائي لشرب الكحول الخفيف أو المعتدل  على التدهور المعرفي المرتبط بالعمر والعته؛ إلا أن البحوث الأخرى لم تظهر ذلك. أشارت بعض البحوث إلى أن الاستهلاك المعتدل للكحول قد يسرع من عملية فقدان حجم الدماغ. شرب الكحول المزمن قد يرفع من مستويات الحمض الأمينيهوموسيستين؛ والذي يفسر نوبات الانسحاب الكحولي ، ضمور المخ الناجم عن الكحول ، والاضطرابات المعرفية المتعلقة بالكحول. تأثير الكحول على الجهاز العصبي قد يشمل اضطرابات الذاكرة والتعلم (انظر تأثير الكحول على الذاكرة مثل ظاهرة الغشية.

### السكتة الدماغية
الدراسات الوبائية للسكان متوسطي العمر أظهرت بشكل عام أن العلاقة بين شرب الكحول وخطر الإصابة بالسكتة الدماغية علاقة يائية أو منحنية (J OR u shaped). وتختلف آثار الكحول طبقًا لنوع السكتة الدماغية التي يتم دراستها. تسود السكتة الدماغية الاقفارية في الحضارة الغربية، بينما تسود السكتة الدماغية النزفية في الحضارات غير الغربية. وعلى النقيض من فوائد الكحول على السكتة الدماغية الاقفارية، فان شرب مشروبين أو أكثر في اليوم يرفع من خطر الإصابة بالسكتة الدماغية النزفية. تقدر جمعية السكتة الدماغية الوطنية زيادة خطر الإصابة بالسكتة الدماغية ب 50% كلما زادت كميات الكحول المتعاطاة. "بالنسبة للسكتة الدماغية، فإن العلاقة الملاحظة بين مخاطر شرب الكحول في كثافة سكانية معينة تعتمد على نسبة السكتات الدماغية النزفية. الشرب الخفيف أو المعتدل يرتبط بخطر أقل من السكتات الدماغية الإقفارية، والذي من المرجح أن يكون، بشكل جزئي، سببًا له. وعلى الجانب الآخر، تسجل السكتات الدماغية النزفية علاقة خطية مع شرب الكحول.

### الدماغ
يرتبط تعاطي الكحول بأضرار دماغية خطيرة وواسعة النطاق. فتلف الدماغ الكحولي لا يرتبط فقط بالأثر السام المباشر للكحول فقط؛ فأعراض الانسحاب الكحولي، ونقص التغذية، واضطراب الكهارل، وتلف الكبد يعتقد أيضًا بمساهمتها في تلف الدماغ المرتبط بالكحول.

### الإدراك والخرف
يرتبط شرب الكحول المفرط بقصور الذاكرة المستقبلية. هذه القدرة الإدراكية الضعيفة تؤدي إلى فشل تنفيذ المهام في أوقات لاحقة، مثل، نسيان غلق الباب أو إرسال جواب في ميعاد معين. فكلما زادت كمية ومدة تعاطي الكحول، كلما زادت شدة الإعاقة. فالدماغ هو أحد أكثر الأعضاء حساسيةً للتأثير السام لتعاطي الكحول المزمن. في الولايات المتحدة يكون ما يقرب من 20٪ من المقبولين في مرافق الصحة النفسية بسبب القصور الإدراكي المرتبط بشرب الكحول، أبرزها الخرف المرتبط بالكحول. يرتبط أيضًا تعاطي الكحول المزمن بالتدهور المعرفي الحاد ومجموعة من المضاعفات العصبية والنفسية. كبار السن هم الأكثر حساسية لتأثيرات الكحول السامة على الدماغ. هناك بعض الأدلة الغير قاطعة على أن كميات صغيرة من الكحول المستهلكة في وقت سابق في حياة الكبار لها تأثير واقٍ في حياتهم في وقت لاحق ضد التدهور المعرفي والخرف. ومع ذلك، خلصت إحدى الدراسات إلى أن «النتائج التي توصلنا إليها تشير إلى أنه، على الرغم من الاقتراحات السابقة، فاستهلاك الكحول المعتدل لا يحمي كبار السن من التدهور المعرفي».
هناك أدلة أولية تشير إلى أن شرب كمية صغيرة من الكحول قد يقلل مخاطر مرض ألزهايمر في الحياة لاحقًا.
متلازمة فيرنيك-كورساكوف وهي عرض من أعراض نقص الثيامينعادةً ما تكون كأثر ثانوي لتعاطي الكحول. المتلازمة عبارة عن أعراض مترابطة لاضطرابين مُسميين، متلازمة كورساكوف واعتلال دماغي فيرنيكي، بأسماء الطبيبين سيرجي كورساكوف وكارل فيرنيكي. اعتلال فيرنيكي الدماغي هو العرض الحاد للمتلازمة ويتميز بحالة من الارتباك بينما يمثل فقدان الذاكرة وفشل الوظائف التنفيذية الأعراض الرئيسية لمتلازمة كورساكوف. تستخدم حقيبة الموز "Banana Bag"، وهي عبارة عن حقيبة من السوائلالوريدية تحتوي على المعادن والأملاح، لتخفيف هذه الآثار.

### رعاش مجهول السبب
الرعاش مجهول السبب- أو، كمايسمى في حالات الرعاش مجهول السبب ذو الخلفية الأسرية، بالرعاش الأسري- يمكن أن يتحسن مؤقتًا في حوالي ثُلثي المرضى بشرب كميات قليلة من الكحول.
يعرف الإيثانول بتنشيط حمض الأمينوبوتيريك A وتثبيط مستقبلات الجلوتامات N-ميثيل-D-أسبارتات (NMDA)، المتورطان في سبب الرعاش مجهول السبب  والتي يكمن ورائها تلك اللآثار التحسينية. بالإضافة إلى ذلك، تمت دراسة آثار الإيثانول على نماذج حيوانية مختلفة للرعاش مجهول السبب (لمزيد من التفاصيل حول الموضوع، انظررعاش مجهول السبب).

### النوم
تعاطي الكحول المزمن المستخدم لحث النوم يمكن أن يسبب الأرق: حدوث حركة متكررة بين مراحل النوم، مع الاستيقاظ بسبب الصداع والتعرق الغزير. وقف تعاطي الكحول المزمن يمكن أن يؤدي أيضا إلى اضطرابات عميقة للنوم مع أحلام اليقظة. إدمان الكحول المزمن يرتبط بالمرحلة الثالثة والرابعة من نوم حركة العين غير السريعة بالإضافة إلى قمع نوم حركة العين السريعة وتقطع النوم. يزداد نوم حركة العين السريعة خلال الانسحاب كجزء من أثر الارتداد.

### الآثار الصحية العقلية
تحدث معدلات كبيرة منالاضطراب الاكتئابيفي حالات الشرب الكثيف ومدمني الكحول. سواء إذا ما كان الاضطراب الاكتئابي يسبب تعاطي الكحول الذاتي، أو تزداد نسبة الاضطراب بين مدمني الكحول بسبب معاقرة الكحول. يرتبط تعاطي الكحول بعدد من الاضطرابات الصحية والعقلية كما ترتفع معدلات الانتحار بين مدمني الكحول. أشارت إحدى الدراسات على محاولي الانتحار إلى أن مدمني الكحول أكثر تعرضًا ب 75 مرة لنجاح محاولة الانتحار من محاولي الانتحار في غير مدمني الكحول. يرتفع خطر محاولات الانتحار بين المدمنين إلى 5-20 مرة أكثر من السكان الطبيعيين. يحاول 15% تقريبًا من مدمني الكحول الانتحار. كما يرتبط تعاطي المخدرات الأخرى أيضًا مع زيادة خطر الانتحار. ومن المقرر أيضًا أن حوالي 33% من حالات الانتحار تحت سن ال 35 تنتج عن تعاطي الكحول والمواد المخدرة الأخرى.
تتدهور المهارات الاجتماعية بين هؤلاء الذين يعانون من إدمان الكحول بسبب التأثيرات السامة العصبية للكحول على الدماغ، خاصة القشرة أمام جبهية للمخ. المهارات الاجتماعية المتدهورة بسبب تعاطي الكحول تشمل تدهور إدراك تعبيرات الوجه، مشاكل إدراك العَروض ونظرية عجز العقل؛ وهي القدرة على فهم الدعابة والتي تتلف أيضًا لدى مدمني الكحول.
أظهرت الدراسات أيضًا أن إدمان الكحول يتصل مباشرةً بالتواق والتهيجية. أظهرت دراسة أخرى أن تعاطي الكحول يعتبر أحد العوامل المهيئة للسلوك المعادي للمجتمع بين الأطفال. اضطرابات الاكتئاب والفزع والغضب شائعة أيضًا بين مدمني الكحول. يرتبط إدمان الكحول بتفعيل إخماد شبكات الدماغ المسؤولة عن العملية العاطفية (مثل اللوزة والحصين). تتم الإشارة إلى أدلة تفيد بأن اضطرابات الصحة العقلية هي غالباً ناجمة عن إساءة استعمال الكحول عن طريق تشويه الكيمياء العصبية في الدماغ بتحسين أو اختفاء الأعراض التي تحدث بعد فترة طويلة من الامتناع عن الشرب، على الرغم من أن المشاكل قد تزداد سوءًا في فترات الانسحاب والتعافي المبكر. يحدث الذهان كنتيجة ثانوية للعديد من حالات تعاطي الكحول بما في ذلك التسمم الحاد والانسحاب بعد معاقرة الكحول لفترات معتبرة. تعاطي الكحول المزمن يمكن أن يتسبب في حدوث أعراض ذهانية، أكثر من تعاطي أنواع المخدرات الأخرى. كما ثبت أن تعاطي الكحول يؤدي إلى زيادة خطر الاضطرابات الذهانية في الرجال ب800% و300% في النساءوالتي لا ترتبط بالاضطرابات النفسية الموجودة من قبل. وهذا أعلى بكثير من زيادة مخاطر وقوع الاضطرابات الذهانية من تعاطي القنب مما يجعل تعاطي الكحول سببا هامًا جداً للاضطرابات الذهانية. يصاب حوالي 3 بالمائة من مدمني الكحول بالذهان أثناء التسمم الحاد أو الانسحاب. الذهان المرتبط بالكحول قد يعبر عن نفسه في صورة آلية الإضرام. آلية الذهان المرتبط بالكحول قد تكون بالسبب تشوهات في أغشية الخلايا العصبية، والتعبير الجيني، فضلا عن نقص الثيامين. من الممكن في بعض الحالات أن يتسبب تعاطي الكحول من خلال آلية الإضرام في بعض الاضطرابات الزهانية المزمنة الناجمة عن تعاطي المواد، مثل الفصام.وتشمل آثار الذهان المرتبطة بالكحول زيادة خطر الإصابة بالاكتئاب والانتحار، فضلًا عن العاهات النفسية والاجتماعية. بينما أظهر شرب النبيذ المعتدل خفضًا لخطر الإصابة بالاكتئاب.
بينما يساعد الكحول في البداية ضد أعراض الذعر والخوف الاجتماعي، فمع المدى الطويل من كثرة تعاطي الكحول يمكن لأعراض الرهاب الاجتماعي أن تتفاقم ويمكن أن يسبب أو يزيد من سوء اضطرابات الهلع، أثناء التسمم بالكحول، ولا سيما أثناء متلازمة الانسحب الكحولي. هذا التأثير ليس فريد من نوعه بالنسبة للكحول ولكن يمكن أن يحدث أيضا مع الاستخدام طويل الأمد للعقاقير التي لها آليه مماثلة للعمل كالكحول مثل البنزوديازيبين، والتي توصف في بعض الأحيان كمهدئات للأشخاص الذين يعانون من مشاكل الكحول. ما يقرب من نصف المرضى الذين يحضرون خدمات الصحة العقلية بما في ذلك حالات اضطراب القلق مثل اضطراب الهلع أو اضطراب القلق الاجتماعي يعانون من إدمان على الكحول أو البنزوديازيبين. وقد لوحظ أن لكل فرد مستوى حساسية فردي للكحول أو المسكنات من الأدوية المنومة وما يمكن لشخص واحد أن يتحمله دون اعتلال صحته قد يعاني منه آخرون بشدة مع اعتلال حتهم كما أن الشرب المعتدل يمكن أن يسبب متلازمات ارتداد القلق واضطرابات النوم. الشخص الذي يعاني من الآثار السامة للكحول لن يستفيد من العلاجات أو الأدوية الأخرى كما أنها لا تعالج الأسباب الجذرية للأعراض.
الإدمان على الكحول، كما هو الحال مع تعاطي أي عقار تم اختباره حتى الآن، فإنه يرتبط بانخفاض دائم في التعبير عن GLT1 (EAAT2) فيالنواة المتكئة ويتورط في سلوك البحث عن المخدرات المعرب عنه تقريبًا عالميًا عبر جميع متلازمات الإدمان الموثقة. هذه التقلبات طويلة الأمد لانتقال الجلوتامات تترافق مع زيادة التعرض لحالات الانتكاس بعد إعادة التعرض لمسببات تعاطي المخدرات فضلًا عن زيادة عامة في احتمالية إدمان المخدرات الأخرى المعززة لإدمان الكحول. الأدوية التي تساعد على إعادة استقرار نظام الجلوتامات مثل N-أسيتيل سيستين اقتُرحت لعلاج إدمان الكوكايين والنيكوتين والكحول.

## الجهاز الهضمي وكسب الوزن
تأثير الكحول على كسب الوزن مستمر: إذ لم تجد بعض الدراسات أي تأثير، بينما وجدت الأخرى أثرًا لزيادة أو نقصان الوزن.
يرفع شرب الكحول من خطر الإصابة بالتهاب المعدة المزمن؛ كما أنه يمثل أحد أسباب تشمع الكبد، التهاب الكبد، التهاب البنكرياس في صورتيه الحادة والمزمنة.

### متلازمة الأيض
خلُصت إحدى الدراسات إلى "اقتران الاستهلاك الخفيف إلى المعتدل للكحول بانخفاض معدل انتشار المتلازمة الأيضية، مع تأثير إيجابي على مستوى الدهون، محيط الخصر، ومستوى الإنسولين الصائم. هذا الافتران كان أقوى بين البيض وشاربي الجعة والنبيذ". وهذا أيضًا صحيح بالنسبة للآسيويين. كما وُجدت أيضًا علاقة ذات منحنى يائي بين شرب الكحول والمتلازمة الأيضية "إذ تشير نتائج الدراسة الحالية أن المتلازمة الأيضية ترتبط سلبًا مع الاستخدام الخفيف للكحول (1-15 جم/اليوم). ومع ذلك، "فإن نسب الاحتمالات للمتلازمة الأيضية ومكوناتها تميل إلى الزيادة مع زيادة استهلاك الكحول".

### الآثار على المرارة
وجد الباحثون أن الشرب يقلل من خطر تكوين حصوات المرارة. بالمقارنة بالممتنعين عن شرب الكحول فإن خطر تكوين حصوات المرارة، مع التحكم بالسن، والجنس، والتعليم، والتدخين، ومعدل كثافة الجسم هو 0.83 للشاربين العارضين ومعتدلي الشرب (<25 مل إيثانول في اليوم)، 0.67 للشاربين المتوسطين (20-25 مل في اليوم)، و0.58 للشاربين الكثيفين. هذا الاقتران العكسي كان متسقًا عبر طبقات العمر، والجنس، ومؤشر كتلة الجسم". تواتر الشرب يحتمل أن يكون عاملاً:"الزيادة في وتيرة استهلاك الكحول أيضا تتصل بانخفاض المخاطر. بالجمع بين تقارير كمية وتواتر شرب الكحول، ارتبط نموذج الشرب الذي يعكس التعاطي المتكرر (5-7 أيام في أسبوع) لأي كمية من الكحول بانخفاض الخطر، بالمقارنة بغير الشاربين. وفي المقابل، لم يُظهر تناول الكحول النادر (1-2 يوم في الأسبوع) صلة ذات أهمية مع المخاطر.
دراسة كبيرة ذاتية التبليغ نُشرت في عام 1998 لم تجد أي ارتباط بين مرض المرارة وعوامل متعددة بما في ذلك التدخين واستهلاك الكحول وارتفاع ضغط الدم واستهلاك القهوة. دراسة ذات أثر رجعي من عام 1997 وجدت أن استخدام شاربي الكحول لفيتامين ج (حمض الأسكوربيك) كمكمل اقترن بانخفاض معدل انتشار أمراض المرارة، ولكن هذه الرابطة لم يتم العثور عليها في غير الشاربين.

### أمراض الكبد
يشكل مرض الكبد الكحولي مشكلة صحية عامة رئيسية. فعلى سبيل المثال، في الولايات المتحدة يعاني حوالي مليوني شخص من اضطرابات الكبد المرتبطة بالكحول. يمكن أن يسبب تعاطي الكحول المزمنالكبد الدهني، تشمع الكبد، التهاب الكبد الكحولي. خيارات العلاج محدودة، وتستند في أغلب الأوقات على عدم مواصلة شرب الكحول. وفي حالات مرض الكبد الشديد الخطورة، فخيار العلاج الوحيد قد يكونزراعة الكبد من متبرع ممتنع عن شرب الكحول.
تجرى بعض الأبحاث على فعالية مثبط عامل نخر الورم في العلاج. بعض الأدوية التكميلية مثل، لسلبين المريمي، قد تأتي ببعض النفع. كما يعتبرالكحول سببًا رئيسيًا لسرطان الكبد في العالم الغربي، ممثلًا 32-45 في المائة من سرطانات الكبد. تصل حالات سرطان الكبد المرتبطة بالكحول إلى نصف مليون شخص في الولايات المتحدة. كما يرفع شرب الكحول العتدل أيضًا من من خطر الإصابة بأمراض الكبد.

### التهاب البنكرياس
يشكل تعاطي الكحول سببًا رئيسيًا لالتهاب البنكرياس الحاد والتهاب البنكرياس المزمن. كما يمكن أن يسبب التهاب البنكرياس الكحولي ألمًا شديدًا بالبطن وربما يتطور إلى سرطان البنكرياس. يتسبب التهاب البنكرياس المزمن دائمًا في سوء الامتصاص المعوي، ويمكن أن يسبب داءالسكري.

## الأجهزة الأخرى

### الجهاز التنفسي
تعاطي الكحول المزمن يمكن أن يعوق من وظائف خلوية حيوية متعددة في الرئة. هذه الاعتلالات الخلوية يمكن أن تؤدي إلى زيادة التعرض لمضاعفات خطيرة من أمراض الرئة. تستشهد الدراسات الحديثة بمرض الرئة الكحولي عند المقارنة بين وفيات مرضى الكبد المتعلقة بالكحول. يرتفع خطر الإصابة بمتلازمة الضائقة التنفسية الحادة لدى مدمني الكحول كما ترتفع نسبة الوفاة من هذه المتلازمة بينهم عند المقارنة بغير معاقري الكحول. وعلى الرغم من هذه الآثار، أظهرت دراسة مستقبلية كبيرة تأثير وقائي لاستهلاك الكحول المعتدل بين وفيات الالتهاب الرئوي.

### حصوات الكلى
تشير البحوث إلى أن شرب الكحول يرتبط بانخفاض خطر تطوير حصى الكلى. خلُصت إحدى الدراسات إلى الآتي «كما يبدو أن الجعة لها آثار وقائية ضد حصوات الكلى، لذا يجب دراسة الآثار الفسيولوجية للإيثانول، خاصةً تلك الخاصة بنبات الجنجل». شرب القهوة، والكحول، وفيتامين ج، ارتبط سلبًا بحصى الكلى. «بعد تعديل تناول المشروبات الأخرى بالتبادل، انخفض خطر تكوين حصوات الكلى بهذا المقدار لكل 240مل (8أوقية) حصة مستهلكة يوميًا: القهوة المحتوية على الكافيين 10%، القهوة منزوعة الكافيين 10%، الشاي 14%، الجعة 21%، النبيذ 39%» "...وانخفض تكوين الحصوات بهذا المقدار لكل 240مل (8أوقية) حصة مستهلك يوميًا: القهوة المحتوية على الكافيين 10%، القهوة منزوعة الكافيين 9%، الشاي 8% والنبيذ 59%" (بيانات ذات فواصل الثقةاقتطعت من مقولات الآخرين).

### العجز الجنسي
الشرب الكثيف طويل الأمد للكحول يمكن أن يؤؤدي إلى تلف الجهاز العصبي المركزي والجهاز العصبي الطرفي مما يؤدي إلى فقد الرغبة الجنسية والعجز الجنسي لدى الرجال. ويحدث هذا بسبب انخفاض نسبة التستوستيرون الناتجة من ضمور الخصية الناجم عن الإيثانول، مؤديًا إلى زيادة تأنيث الذكور والذي يعتبر بمثابة عرض اكلينيكي لتعاطي الكحول في الذكور المصابين بتشمع الكبد.

### عدم التوازن الهرموني
تعاطي الكحول الكثيف يمكن أن يؤدي إلى زيادة هرمون الإستروجين. كان قد تردد أن المشروبات الكحولية تحتوي على مركبات شبيهة بالإستروجين. يمكن أن تؤدي مستويات الهرمونات المرتفعة إلى فشل الخصية في الرجال وظهور أعراض التأنيث بما في ذلك نمو ثدي الذكور، والذي يسمى بتثدي الرجل. بينما ارتبطت زيادة مستويات الاستروجين بالنساء إلى زيادة خكر الإصابة بسرطان الثدي.

### داء السكري
حددت أحد التحاليل التلوية باستخدام البيانات المجمعة من 477,200 فرد علاقة الجرعة والاستجابة حسب الجنس باستخدام المتتنعين عن الشرب مدى الحياة كمجموعة مرجعية. وأظهر البحث 20 دراسة فوجية تطابق المعايير المستنتجة لدينا. وحُددت علاقة ذات الشكل U لكل من الجنسين. بالمقارنة بالممتنعين عن الشرب طوال الحياة، فإن الاختطار النسبي لداء السكري من النوع الثاني بين الرجال كان وقائيًا عند شرب 22 جم/يوميًا (RR 0.87 [95% CI 0.76–1.00]) وأصبح ضاراً في ما يزيد قليلاً على 60 غرام يوميا من الكحول (1.01 [0.71 – 1.44]).وفي النساء، فإن شرب 24 جم/ يوميًا كان الأكثر وقائيةً (0.60 [0.52 – 0.69]) وأصبح ضاراًعند ما يقرب من 50 غ/يوميًا (1.02 [0.83-1.26]).
ربما يقتنع الشاربون السابقون بالامتناع عن الشرب بسبب المشاكل الصحية، لكن ربما قد يكونون معرضين لزيادة خطر الإصابة بداء السكري، فيما يعرف بتأثير الانهزام المرضي. وعلاوة على ذلك، فإن مخاطر استهلاك الكحول بالنسبة للأمراض الأخرى والنتائج الصحية، حتى في المستويات المعتدلة للاستهلاك، قد تفوق الفوائد الإيجابية فيما يتعلق بمرض السكري.
بالإضافة إلى ذلك، فالطريقة التي يتم شرب الكحول بها (أي مع الوجبات أو الإفراط في الشرب في عطلات نهاية الأسبوع) تؤدي إلى مخاطر صحية مختلفة. وبهذا قد يكون خطر الإصابة بداء السكري المرتبط بالاستهلاك الكثيف للكحول بسبب الاستهلاك الكثيف في عطلات نهاية الأسبوع مقابل الكمية المساوية المستهلكة على مدار الأسبوع. في المملكة المتحدة «يجب تجنب تقديم المشورة بالشرب الأسبوعي».
كما أثبتت دراسة توأم ذو عشرين عاماً من فنلندا أن استهلاك الكحول المعتدل قد يقلل من خطر داء السكري من النوع الثاني في الرجال والنساء. ومع ذلك، وُجد أن نهم الشرب وارتفاع استهلاك الكحول يرفع من خطر الإصابة بمرض السكري من النوع الثاني لدى النساء. واقترحت دراسة في الفئران أن للكحول أثر مفيد في تعزيز حساسية الأنسولين.

### التهاب المفاصل الروماتويدي
الاستهلاك المنتظم للكحول يرتبط بزيادة خطر الإصابة بالتهاب المفاصل النقرسي  وانخفاض خطر الإصابة بالتهاب المفاصل الروماتويدي. أقرت دراستان حديثتان أنه كلما زاد استهلاك الكحول، انخفض خطر الإصابة بالتهاب المفاصل الروماتويدي. ومن بين هؤلاء الذين يشربون بانتظام، كان ربع هؤلاء الذين يشربون بكثرة أقل عرضة لتطوير هذا المرض مقارنة بالنصف الذين يشربون بقلة بنسبة 50%.
ولاحظ الباحثون أن استهلاك الكحول المعتدل يقلل أيضا من خطر عمليات الالتهاب الأخرى مثل أمراض القلب والأوعية الدموية. بعض الآليات البيولوجية التي يقلل بها الإيثانول من خطر التهاب المفاصل المدمرة ويحول دون فقدان كثافة العظام المعدنية (BMD)، والتي تعتبر جزءًا من عملية المرض.
وخلُصت إحدى الدراسات إلى الآتي «إما أن الكحول يقي من التهاب المفاصل الروماتويدي أو الأفراد المصابون بالتهاب المفاصل الروماتويدي يقللون من شرب الكحول بعد ظهور أعراض التهاب المفاصل الروماتويدي» كما وجدت دراسة أخرى أن «النساء بعد سن اليأس الذين يشربون مشروبات كحولية بمعدل 14 مشروب في الأسبوع انخفض لديهم خطر الإصابة بالتهاب المفاصل الروماتويدي...».

### هشاشة العظام
يرتبط استهلاك الكحول المعتدل مع كثافة أعلى للعظام في النساء بعد سن إلياس. «...الاستهلاك يقلل من احتمالية الإصابة بهشاشة العظام.»  «ارتبط استهلاك الكحول المعتدل بكثافة عظام أعلى في النساء الكبار فيما بعد سن اليأس.» «الشرب الاجتماعي يرتبط بارتفاع كثافة العظام في الرجال والنساء (فوق الخامسة والأربعين).»  «إلا أن تعاطي الكحول ارتبط بفقدان العظام»

### الجلد
يرتبط تعاطي الكحول المفرط المزمن مع طائفة واسعة من الاضطرابات الجلدية بما في ذلك الشرى، برفيرية جلدية آجلة، التورد، الندبات الجلدية لتشمع الكبد، الصدفية، الحكة، الالتهاب الجلد الدهني،العد الوردي.
خلُصت دراسة في 2010، «أن تناول الجعة غير الخفيف يرتبط بزيادة خطر الإصابة بالصدفية بين النساء. بينما لم ترفع المشروبات الكحولية الأخرى من خطر الإصابة بالصدفية في هذه الدراسة».

## الجهاز المناعي

### العدوى البكتيرية
هناك تأثير وقائي لاستهلاك الكحول ضد العدوى النشطة من الملوية البوابية (H. Pylori). على النقيض من ذلك، تناول الكحول (مقارنةً بالذين يشربون أكثر من 30 غرام كحول يوميًا إلى غير الشاربين) لا يرتبط مع ارتفاع خطر الإصابة بقرحة الإثني عشر. يعتبر الإفراط في استهلاك الكحول بين مدمني الكحول أحد عوامل الخطر المعروفة للالتهاب الرئوي.

### نزلات البرد
وجدت إحدى الدراسات عن نزلات البرد أن «الأعداد الأكبر من المشروبات الكحولية (ما يصل إلى ثلاثة أو أربعة في اليوم الواحد) كانت ترتبط بانخفاض مخاطر التعرض للإصابة بنزلات البرد لأن الشرب كان مرتبطاً بانخفاض المرض بعد العدوى. ومع ذلك، كانت هناك فوائد للشرب بين غير المدخنين فقط. [...] على الرغم من أن استهلاك الكحول لم يؤثر على خطر المرض السريري للمدخنين، فاستهلاك الكحول المعتدل كان مرتبطاً بانخفاض مخاطر التعرض لغير المدخنين.»
خلصت دراسة أخرى إلى الآتي، «تشير النتائج إلى أن تناول الخمر، لا سيما النبيذ الأحمر، قد يكون له أثر وقائي ضد نزلات البرد. الجعة والمشروبات الروحية والكحول لا يبدو بأنها تؤثر على الإصابة بنزلات البرد.»

## السرطان
في عام 1988 صنفت الوكالة الدولية لأبحاث السرطان لمنظمة الصحة العالميةالكحول كمسرطن من المجموعة الأول مقرةً«هناك من الأدلة ما يكفي لتصنيف الكحول كمسرطن للبشر... المشروبات الكحولية مسرطنة للبشر (مجموعة 1)». صنف برنامج السموم الوطني لوزارة الصحة والخدمات البشرية الأمريكية عام 2000 الكحول كمسرطن.
وقد قدر في عام 2006 أن «3.6 في المائة من جميع حالات السرطان في جميع أنحاء العالم تتعلق بشرب الخمر، مسببة 3.5 في المائة من مجموع وفيات السرطان». كما وجدت دراسة أوروبية عام 2011 أن واحدة في 10 من جميع حالات السرطان في الرجال وواحدة في 33 من النساء سببها تناول الكحول سابقًا أو حاليًا. فريق صندوق أبحاث السرطان العالمي في تقريره عن الغذاء والتغذية، والنشاط البدني والوقاية من السرطان: «المنظور العالمي» يرى الأدلة «مقنعة» فيما يتعلق بأن المشروبات الكحولية تزيد من خطر السرطانات التالية: الفم، البلعوم والحنجرة، والمريء، سرطان القولون والمريء (للرجال)، الثدي (قبل وبعد سن اليأس).
يشتبه في الأسيتالدهيد، وهو منتج أيضي للكحول، بتعزيز الإصابة بالسرطان. الكبد عادةً يزيل 99% من إنتاج الأسيتالديهيد. ومع ذلك، أمراض الكبد وبعض العيوب الوراثية قد تسبب زيادة مستويات إنزيم الأسيتالدهيد. وُجد أن الشاربين الكثيفين الذين تعرضوا لمستويات مرتفعة من الأسيتالدهيد نتيجة خلل وراثي في نازعة هيدروجين الكحول معرضين لخطر مرتفع من الإصابة بسرطان الجهاز الهضمي العلوي والكبد. دراسة عام 2007 وجدت " أدلة مقنعة بأن الأسيتالدهيد... مسؤول عن التأثير المسرطن للإيثانول... نظرًا لتأثيره متعدد الطفرات على الحمض النووي. يمكن أن يتفاعل الأسيتالدهيد مع الحمض النووي لإنشاء نواتج إضافة الحمض النووي بما في ذلك ناتج Cr-Pdg . من المرجح أن يلعب ناتج Cr-Pdg دوراً مركزياً في آليه المشروبات الكحولية المرتبطة بالتسرطن. قد أشار البعض أنه حتى المستويات المعتدلة من استهلاك الكحول ترتبط بزيادة خطر الإصابة ببعض أشكال السرطان.

## تأثير الكحول على الجنين
متلازمة الجنين الكحولي أو FAS هي عيب خلقي يحدث في ذرية النساء الذين يشربون الكحول أثناء الحمل. الشرب بشدة أو خلال المراحل الأولى من تطور الجنين ارتبط بشدة بمتلازمة الجنين الكحولي؛ يرتبط الاستهلاك المعتدل أيضًا بضرر الجنين. الكحول يعبر حاجز المشيمة ويمكن أن يعيق من نمو الجنين أو زيادة وزنه وإنشاء ندبات الوجه المميزة، وتلف الخلايا العصبية وهياكل الدماغ، ويسبب المشاكل الجسدية أو العقلية أو السلوكية الأخرى. يعتبر تعرض الجنين للكحول سبب رئيسي للإعاقة الذهنية في العالم الغربي. شرب الكحول خلال الحمل يرتبط بمقاومة الدماغ للانسولين وعامل النمو المشاب للانسولين.

## روابط خارجية
- الكحول والصحة.الأدلة الحالية. جامعة بوسطن/ جريدة الجمعية الوطنية لتعاطي وإدمان الكحول
- تقارير الوفيات المتعلقة بالكحول، الولايات المتحدة 2001
- Health-EU Portal الكحول والصحة في المملكة المتحدة
- ارتباط الكحول بارتفاع ضغط الدم، والشرطان والنوبات القلبية (NHS)